# أوسكار مينكوفسكي
أوسكار مينكوفسكي (بالألمانية: Oskar Minkowski) (و. 1858 – 1931 م) هو طبيب، وطبيب باطني، وأستاذ جامعي ألماني، توفي في فورستنبرغ هافل، عن عمر يناهز 73 عاماً.

## التعليم
تعلم في جامعة ستراسبورغ، وتعلم في University of Strasbourg ‏، وتعلم في جامعة كونيغسبرغ
.

## روابط خارجية
- أوسكار مينكوفسكي على موقع الموسوعة البريطانية (الإنجليزية)
- أوسكار مينكوفسكي على موقع إن إن دي بي (الإنجليزية)